# Kiewit
Kiewit Corporation ist ein US-amerikanisches Unternehmen mit Firmensitz in Omaha, Nebraska.
Das Unternehmen ist in der Baubranche, vorwiegend in den Vereinigten Staaten, Kanada und Mexiko tätig. Gegründet wurde es 1884 durch Peter und Andrew Kiewit. Präsident des Unternehmens ist gegenwärtig (Stand 2022) Rick Lanoha. Laut Angabe auf der Website beschäftigt das Unternehmen im Jahr 2021 28.000 Mitarbeiter.
Der IP-Netzbetreiber Level 3 Communications ist eine Ausgründung von Kiewit.
Das Unternehmen ist Namensgeber des Kiewit-Plaza-Hochhauses, in dem der Firmensitz liegt.